# Хешмашу-Чичеулуй
Хешмашу-Чичеулуй (рум. Hășmașu Ciceului) — село у повіті Бистриця-Несеуд в Румунії. Входить до складу комуни Уріу.
Село розташоване на відстані 348 км на північний захід від Бухареста, 34 км на захід від Бистриці, 61 км на північний схід від Клуж-Напоки.

## Населення
За даними перепису населення 2002 року у селі проживали 288 осіб, з них 286 осіб (99,3%) румунів. Рідною мовою 286 осіб (99,3%) назвали румунську.